# 피터 맥도널드 (배우)
피터 맥도날드(Peter McDonald, 1972년 1월 28일 ~ )는 아일랜드의 연극 배우, 영화배우, 각본가, 텔레비전 배우이다.
더블린에서 태어났다.

## 방송
- 문 보이 3
- 문 보이 2
- 메이데이
- 문 보이 1

## 영화
- 더 배트맨 (2022년) - 켄지 역
- 잉글랜드 이즈 마인 (2017년) - 피터 모리세이 역
- 메이데이 (2013년)
- 남자들만의 여행 (2013년)
- 문 보이 2 (2013년)
- 문 보이 1 (2012년)
- 오순절 (2011년)
- 레커스 (2011년) - 그레이 역
- 댐드 유나이티드 (2009년) - 자니 자일즈 역
- 갓즈 얼리 워크 (2004년)
- 킬링 히틀러 (2003년)
- 블로우 드라이 (2001년)
- 디오스 (2001년)
- 기회주의자 (2000년)
- 소금물 (2000년)
- 사랑의 목소리 (2000년)
- 노라 (2000년)
- 브랜단 앤 트루디 (2000년)
- 펠리시아의 여행 (1999년)
- 아이 웬트 다운 (1997년)